# Афонин, Николай Степанович
Никола́й Степа́нович Афо́нин (род. 18 апреля 1932, Павловка, Центрально-Чернозёмная область) — бригадир тракторной бригады, Герой Социалистического Труда.

## Биография
Николай Степанович Афонин родился 18 апреля 1932 года в деревне Павловка Колпнянского района (ныне — в Орловской области) в русской крестьянской семье.
Служил в Советской армии.
С 1959 года работал трактористом на Ярищенской МТС, в 1966—1991 — бригадиром Теменской тракторной бригады. Бригада обрабатывала 3600 га земли при 12 тракторах; в течение 1960—1965 годов добилась увеличения урожайности зерновых с 11,2 до 15,7 ц/га. В 1966 году удостоен звания Героя Социалистического труда.
Избирался депутатом Колпнянского районного Совета, членом бюро Колпнянского райкома КПСС.
Выйдя на пенсию, живёт в деревне Теменское того же района.

## Награды
- Герой Социалистического Труда (медаль «Серп и Молот» № 14884 и орден Ленина; 23.6.1966)
- орден Октябрьской Революции (23.12.1976)
- медали
- почётный гражданин Колпнянского района (24.9.2007)[1].